# Seznamy filmů
Seznamy filmů podle různých kritérií.

## Podle let
- 1930 • 1931 • 1932 • 1933 • 1934 • 1935 • 1936 • 1937 • 1938 • 1939
- 1940 • 1941 • 1942 • 1943 • 1944 • 1945 • 1946 • 1947 • 1948 • 1949
- 1950 • 1951 • 1952 • 1953 • 1954 • 1955 • 1956 • 1957 • 1958 • 1959
- 1960 • 1961 • 1962 • 1963 • 1964 • 1965 • 1966 • 1967 • 1968 • 1969
- 1970 • 1971 • 1972 • 1973 • 1974 • 1975 • 1976 • 1977 • 1978 • 1979
- 1980 • 1981 • 1982 • 1983 • 1984 • 1985 • 1986 • 1987 • 1988 • 1989
- 1990 • 1991 • 1992 • 1993 • 1994 • 1995 • 1996 • 1997 • 1998 • 1999
- 2000 • 2001 • 2002 • 2003 • 2004 • 2005 • 2006 • 2007 • 2008 • 2009
- 2010 • 2011 • 2012 • 2013 • 2014 • 2015 • 2016 • 2017 • 2018 • 2019
- 2020 • 2021 • 2022

## České filmy
- Seznam českých filmů
- Seznam českých filmů odehrávajících se během druhé světové války
- Seznam českých kandidátů na Oscara za nejlepší cizojazyčný film
- Seznam českých filmových pohádek
- Seznam českých science fiction filmů a seriálů

## Podle tématu
- Seznam filmů o blues
- Seznam filmů o britských panovnících
- Seznam filmů o country
- Seznam filmů o holokaustu
- Seznam filmů s tematikou druhé světové války z východní fronty
- Seznam filmů se svatební tematikou

## Podle žánru
- Seznam filmů neo-noir

## Další kritéria
- Seznam filmů dle Dogme 95
- Seznam nejvýdělečnějších filmů
- Seznam počítačem animovaných filmů
- Seznam animovaných filmů Walt Disney Animation Studios
- Seznam filmů Woodyho Allena
- Seznam nejvýdělečnějších filmů podle komiksů